# Fruktbarhetens hav
Fruktbarhetens hav är en romantetralogi av Yukio Mishima. Den fullbordar Mishimas författarskap; manuset till den sista delen Den ruttnade ängeln hade lagts på ett bord i hans bostad, samma dag som han genomförde sitt rituella självmord. 
Romansviten handlar om Hondas, en jurist med uppenbart självbiografiska drag, utveckling. I varje roman möter han en inkarnation av en ängel som driver utvecklingen framåt. Den första, och den enda som översatts till svenska, Vårsnö, berättar om vänskapen till den sköne Koyaki, en människa för ädel för denna världen. I den andra romanen, Bortsprungna hästar, möter han Isao, en ledare för en grupp unga attentatsmän; en motiv som uppenbart förebådade det egna attentatsförsöket. I den tredje boken, Gryningens tempel, är det en sinnesrubbad prinsessa som står för utvecklingen. Den fjärde romanen Den ruttnande ängeln präglas av förfall och bitterhet, då den åldrade, allt svagare, Honda hånas av en ung ädling som han adopterat. Sammantaget utgör serien en väldig existentiell fresk som inte bara utgör ett koncentrat av livets alla grundstämningar utan också av Japans moderna historia. 